# بينجامين باريديس
بينجامين باريديس (بالإسبانية: Benjamín Paredes) هو منافس ألعاب قوى مكسيكي، ولد في 30 أبريل 1962 في San Cristóbal Ecatepec ‏ في المكسيك.

## وصلات خارجية
- بينجامين باريديس على موقع الاتحاد الدولي لألعاب القوى (الإنجليزية)
- بينجامين باريديس على موقع أوليمبيديا (الإنجليزية)